# Мамуд (певач)
Алесандро Мамуд (итал. Alessandro Mahmoud; Милано, 12. септембар 1992), познат под уметничким именом Мамуд (итал. Mahmood), италијански је поп и ритам и блуз певач и кантаутор. Два пута је био проглашен за победника најпрестижнијег италијанског музичког фестивала у Санрему. Године 2019. победу му је донела песма Soldi (Паре) с којом је предстаљао Италију на Песми Евровизије 2019. у Тел Авиву освојивши друго место. У дуету с Бланком на Фестивалу у Санрему 2022. отпевао је песму Brividi (Жмарци) која је представљала Италију на Песми Евровизије 2022. у Торину, где су одбранили част домаћина и заузели веома високо шесто место.

## Биографија
Алесандро је рођен у мешовитој италијанско-египатској породици, а одрастао је у Гратосољу, јужном предграђу Милана где је још као дечак започео са музичким образовањем. Као деветнаестогодишњак је почео да похађа часове клавира, а годину дана касније, 2012, постаје познат широј јавности у земљи као један од учесника шесте сезоне италијанске верзије музичког такмичења аматера X Factor. Након напуштања такмичења интензивније се посвећује музици и почиње да се етаблирао као музички продуцент и текстописац. 
Године 2016. учествовао је на Фестивалу у Санрему где је у категорији „младе наде” освојио четврто место са песмом Dimentica. Наредне године објављује сингл Pesos са којом учествује на фестивалу Summer у Риму где осваја прво место у категорији младих извођача. 
У септембру 2018. објавио је свој дебитантски албум Gioventù bruciata са укупно седам песама, а у децембру исте године побеђује на фестивалу Sanremo Giovani са песмом Soldi и тако стиче право да учествује у главном делу фестивала који је одржан два месеца касније. На истом фестивалу му је додељена и специјална награда за најбољу интерпретацију. У финалној вечери 69. по реду фестивала у Санрему која је одржана 9. фебруара 2019. Мамуд осваја прво место и тако стиче право да преставља Италију на Песми Евровизије 2019. у Тел Авиву.
У интервјуу који је дао италијанском ЛГБТ часопису јавно се декларисао као хомосексуалац.

## Дискографија
Студијски албуми
- (2018)
- (2021)

Синглови
- 2016 –
- 2016 –
- 2017 –
- 2017 –  у сарадњи са репером Фабијем Фибром
- 2017 –  у сарадњи са Микелеом Бравијем
- 2018 –
- 2018 –
- 2018 –
- 2018 –
- 2018 – Doppio whisky у сарадњи са репером Козимом Финијем
- 2018 –
- 2019 –
- 2020 –
- 2020 –
- 2020 –  у сарадњи са репером Mасимом Периколом
- 2020 –  у сарадњи са реперима Сфера Ебастом и Феидом
- 2021 –
- 2021 –
- 2021 –
- 2022 – Brividi у сарадњи са Бланком